# Hilderaldo Bellini
Hilderaldo Luís Bellini (Itapira, 1930. június 7. – São Paulo, 2014. március 20.), olasz származású brazil válogatott labdarúgó. Posztját tekintve klubcsapataiban és a válogatottban egyaránt középhátvédként szerepelt.
Pályafutása során megfordult többek között: a Vasco da Gama, a São Paulo és az Athletico Paranaense együtteseinél.
A brazil labdarúgó-válogatottal 1958-ban és 1962-ben világbajnoki címet szerzett. Ő volt az első brazil világbajnok labdarúgó, aki csapatkapitányként vezette a Seleçãot a dobogó legfelső fokára és emelhette fel a győztesnek járó trófeát. Az 1966-os labdarúgó-világbajnokságon szintén tagja volt a válogatott keretének, de ekkor nem kis meglepetésre már a csoportkör után búcsúzni kényszerültek.
A Maracanã stadion bejáratánál egy szobrot mintáztak róla, amely felemelt kézzel ábrázolja, amint a magasba tartja a Rimet-kupát. A válogatottban 1957 és 1966 között 51 alkalommal lépett pályára.

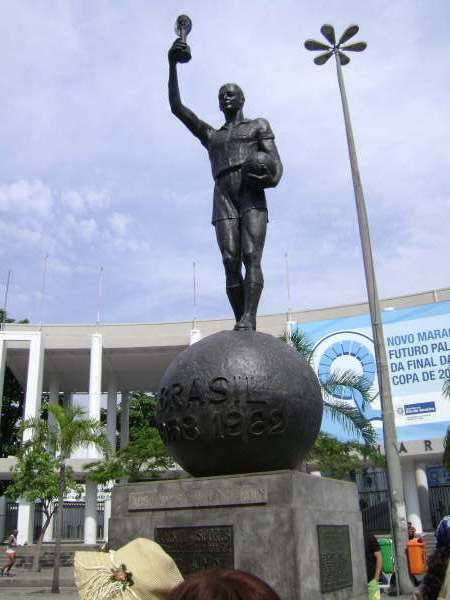
Bellini szobra a Maracanã bejárata előtt

## Sikerei, díjai

### Klubcsapatokban
Carioca bajnok (3):
- Vasco da Gama (3): 1952, 1956, 1958

### A válogatottban
Brazília
- Világbajnok (2): 1958, 1962
- Copa América ezüstérmes (2): 1957, 1959[1]
- Copa América bronzérmes (1): 1959[1]